# Tic Toc (6ix9ine)
Tic Toc is een nummer van de Amerikaanse rapper 6ix9ine uit 2018, in samenwerking met de eveneens Amerikaanse rapper Lil Baby. Het nummer is afkomstig van Dummy Boy, het debuutalbum van 6ix9ine.
"Tic Toc" werd eind 2018 een klein hitje in een aantal landen. Het nummer bereikte de Amerikaanse Billboard Hot 100 een bescheiden 5e positie. In de Nederlandse Top 40 wist het nummer geen plek te veroveren, wel kwam het op de 48e positie terecht in de Nederlandse Single Top 100. De Vlaamse Ultratop 50 werd ook niet gehaald, maar in de Vlaamse Tipparade bereikte het nummer de 16e positie.